# Car2x

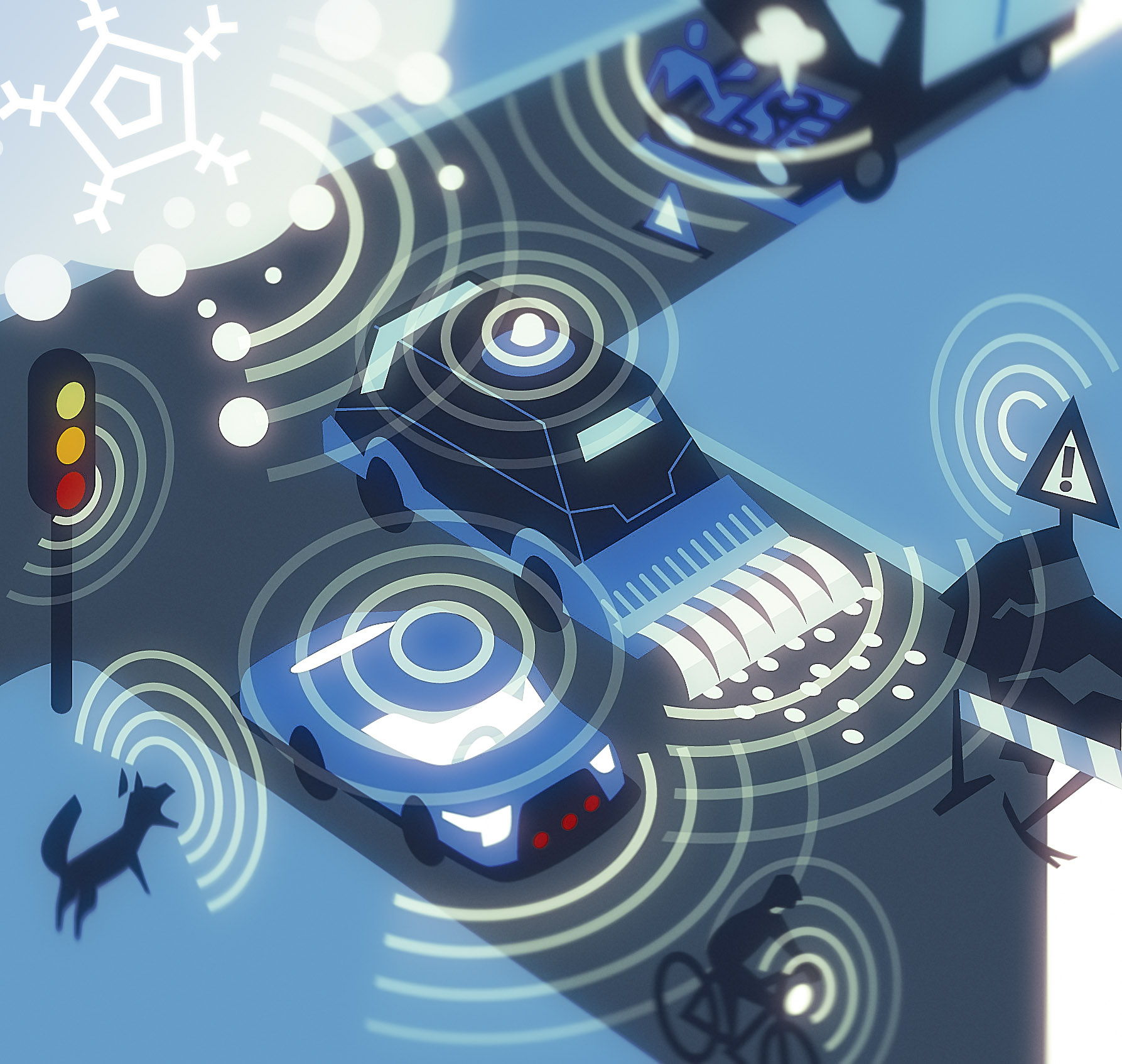
Symbolbild mehrerer typischer Car2x-Kommunikationsstränge

Car2x (ausgesprochen englisch „Car to x“) ist eine in den 2010er Jahren entwickelte Technik, bei der Fahrzeuge mit ihrer Umwelt („x“), aber auch untereinander kommunizieren. Der Datenaustausch zwischen benachbarten Fahrzeugen ist ein Sonderfall von Car2x und heißt Car2Car, im angelsächsischen Sprachraum häufig Vehicle2Vehicle- oder V2V-Kommunikation genannt. Die Übertragung ist bei Car2x in beide Richtungen möglich, also vom Fahrzeug an die Umwelt und umgekehrt. Bei Car2x werden keine Bild- und Videodaten verarbeitet, sondern Sensordaten in Tabellenform, pro Übertragung nur wenige Kilobyte groß. Car2x soll die Verkehrssicherheit erhöhen, zu Energieeinsparungen führen und die Effizienz der Verkehre stärken.

## Übertragungstechnik und Anwendungsfälle
Für Car2x gibt es im Prinzip zwei Übertragungsarten. Die mit niedriger Latenz (also ohne fühlbare Zeitverzögerung), aber nur wenigen hundert Metern Reichweite ist der WLAN-Standard für Autos WLANp. Ein typischer Anwendungsfall wären Fahrzeuge, die sich einer Kreuzung mit Ampel nähern, worauf die Ampel dann ad hoc umschaltet und den Verkehrsfluss weniger stört. Die zweite Übertragungsart geschieht über den Mobilfunk. Die teilnehmenden Fahrzeuge müssen dafür SIM-Karten installiert haben. Bei fehlendem Netzempfang speichert die Bordelektronik die Daten und sendet sie mit dem zurückliegenden Zeitstempel ab, sobald sie wieder online ist. Die Übertragungszeit zwischen Sender, der Cloud und dem Empfänger beträgt im Allgemeinen unter 3 Sekunden. Ein Anwendungsfall ist eine Wanderbaustelle in unübersichtlichem Gelände, die ihre jeweilige Position auf die Bildschirme aller im Umkreis von 4 Kilometer fahrenden Fahrzeuge meldet.
Die Car2x-Technologie wurde durch zwei Faktoren möglich: immer dichtere Datennetze und durch immer mehr Sensorik im Fahrzeug. So kann ein PKW bei plötzlich einsetzendem Glatteis über das ESP-Stabilisierungssystem andere Autofahrer warnen, ohne dass der Fahrzeugführer etwas davon merkt. Salzstreudienste ermitteln statistisch aus solchen Gefahrenstellen nicht nur Straßenzüge, die sie schnell bedienen müssen, sondern auch Gegenden, an denen sie tendenziell zu viel Salz streuen. Ein havariertes Fahrzeug setzt automatisch einen eCall ab, den nicht nur die Polizei, sondern auch Autos in der Nähe per Car2x übermittelt bekommen. Der Regensensor in Kombination mit hoher Scheibenwischerfrequenz schickt entsprechende Daten an alle in der Umgebung. Auch eine manuelle Eingabe durch den Fahrer ist möglich, etwa wenn er Pferde in Autobahnnähe oder Nebel aufziehen sieht.
Car2x wird seit Ende der 2010er Jahre in beiden Varianten (WLAN und Mobilfunk) als Zusatzpaket für fast alle Automobiltypen angeboten. Die Feldversuche waren weitgehend erfolgreich. Laut den Herstellern werden in keinem Fall persönliche Daten übertragen. Gegen Missbrauch, etwa durch mutwillige Falschmeldungen eines Fahrers, versuchen sich die Systeme durch Plausibilitäs-Algorithmen in der die Daten verarbeitenden Cloud abzusichern.
Häufig wird Car2x in einem Atemzug mit dem autonomen Fahren genannt, hat damit aber nur eingeschränkt etwas zu tun: Autonom fahrende Autos benötigen eine Vielzahl von Umweltdaten, wo die kleinen Datenmengen von Car2x eine geringe Rolle spielen. Car2x überträgt zum Beispiel keine Videos, während autonomes Fahren stark auf Videos und andere bildgebenden Verfahren aufbaut.
Die Car2x-Kommunikation stärkt Sicherheitssysteme wie Auffahrschutz, Spurhalteassistent und die Überwachung des toten Winkels, Auffahrwarnung (mit Bremsleuchten), Kreuzungsassistent, Einsatzfahrzeugmelder, Baustellenwarner und Möglichkeiten für das Platooning (Kolonnenbildung).

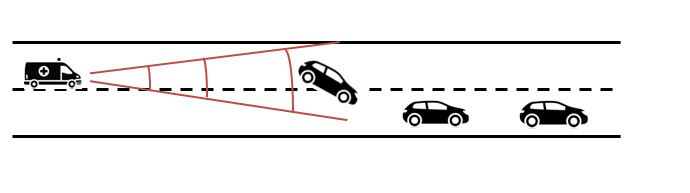
Vorfahrt für Fahrzeuge mit Sonderrechten
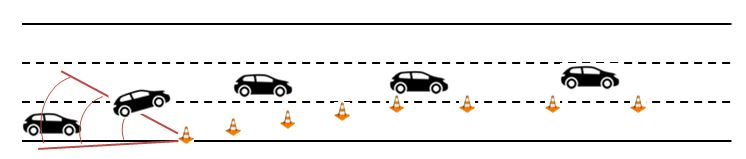
Spurverengung
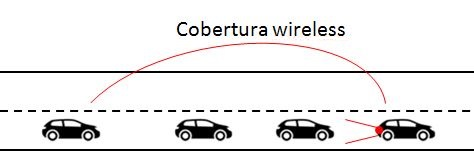
Bremswarnung
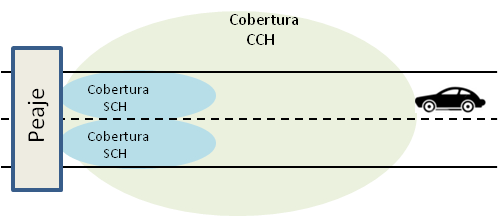
Mautstationsmeldung

Ein Bericht der US-amerikanischen National Highway Traffic Safety Administration (NHTSA) listet die Anwendungen auf, die im Rahmen der US-europäischen Standardisierung (ETSI) geplant sind. Frühere Anwendungsbeispiele legten den Schwerpunkt auf Effizienz und Verkehrssicherheit.

## Technologie-Übersicht

### 802.11p
Zweckgebundene Nahbereichskommunikation (DSRC). Die ursprüngliche Form nutzt WLAN-Technologie zwischen den Fahrzeugen, die dem Fahrzeug-Ad-hoc-Netz der in der Reichweite des WLANs der anderen sich befindenden Teilnehmer angehören. Da keine Infrastruktur erforderlich ist, ist diese Technik geeignet, zur Verkehrssicherheit in strukturschwachen Gebieten beizutragen. WLAN eignet sich für diese Anwendung auf Grund seiner kurzen Verzögerungszeiten wegen der kurzen Steuersequenzen und der daher geringen Datenmenge. Die Funktechnik ist für die USA in den „IEEE 802.11“-Regeln definiert. In Europa als ITS-G5.

### 3GPP (C-V2X)
Andere Car2x-Lösungen nutzen Mobilfunknetze, die als Cellular V2X (oder C-V2X) bezeichnet werden. Dies erleichtert die Unterscheidung von anderen Technologien. Zahlreiche Organisationen der Industrie, wie die 5G Automotive Association (5GAA), werben für die Nutzung von C-V2X, weil es gegenüber dem WLAN-basierten Standard gewisse Vorteile aufweisen soll. C-V2X wurde ursprünglich als LTE der Version 14 der 3GPP definiert.
Neben den erwähnten Vorteilen können auch diverse Probleme beobachtet werden. Beispielsweise der nicht koordinierte Kanalzugriff „semi persistent scheduling“ im C-V2X Netzwerk erfordert komplexere und fehleranfälligere Algorithmen als das bereits bewährte CSMA/CA, welches von der DSRC basierten Car2X Version verwendet wird.
Mit der Version 16 wurde die Funktionalität auf die Unterstützung des 5G-Standards erweitert. Eine Eigenschaft von C-V2X ist, dass es, verbunden mit höheren Kosten, auf- und abwärts kompatibel gestaltet ist.
Im Fahrzeug selbst läuft die Vernetzung über die sogenannte PC5-Schnittstelle. Neben der Kommunikation über die PC5-Schnittstelle ermöglicht C-V2X die reguläre Kommunikation über die Uu-Schnittstelle zur Basisstation des Funknetzes.

## Anwendungen
Der VW Golf 8 wurde als erster PKW für V2X mit NXP-Technik ausgerüstet und von Anwendern getestet.
Er benutzt die auf 802.11p basierende DSRC Technologie aufgrund der besser verfügbaren Testsysteme.

## Verbände
- Institute of Electrical and Electronics Engineers
- 5G Automotive Association
- Cloud Native Computing Foundation
- Connected Motorcycle Consortium
- Car2Car Communication Consortium

## Kritik
Kritisiert wird an Car2x, dass jeder Hersteller eigene Standards verwendet, die in vielen Fällen mit den Standards anderer Hersteller inkompatibel sind. Dadurch bleibt der Nutzen besagter vor Gefahren warnender, in Teilen lebensrettender Technologie sehr begrenzt.